# Il cadavere vivente (film 1921)
Il cadavere vivente è un film muto italiano del 1921 diretto da Pier Angelo Mazzolotti. Il film è tratto dall'omonimo dramma di Lev Tolstoj del 1911.